# Watanga FC
Der Watanga Football Club ist ein liberianischer Fußballverein. Beheimatet ist der Verein in der Hauptstadt Monrovia. Aktuell spielt der Klub in der ersten Liga des Landes, der First Division.

## Geschichte
Der Watanga FC wurde am 24. Dezember 1997 gegründet. Der Verein wurde nach dem Militärlager benannt, das von ehemaligen Mitgliedern der Rebellenbewegung am Ende des ersten liberianischen Bürgerkriegs 1996 außerhalb von Monrovia errichtet wurde. 2022 feierte der Verein den Gewinn der nationalen Meisterschaft.

## Erfolge
- Liberianischer Meister: 2021/22, 2023/24
- Liberianischer Pokalfinalist: 2012, 2021, 2023

## Stadion

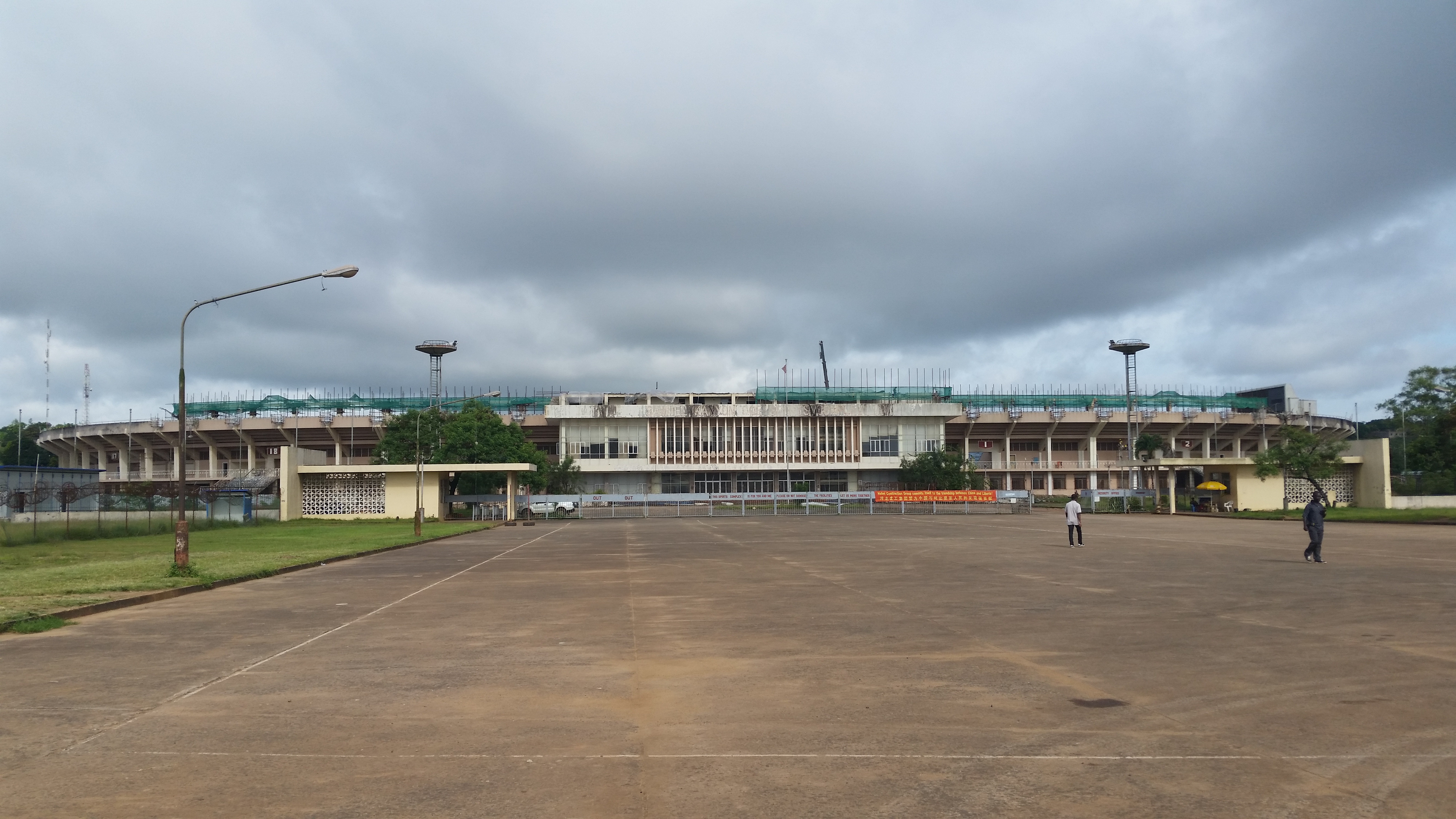
Samuel Kanyon Doe Sports Complex – 2015

Der Verein trägt seine Heimspiele im Samuel Kanyon Doe Sports Complex in Monrovia. Das Stadion hat ein Fassungsvermögen von 40.000 Personen.